# 원백 교
원백 교(原伯 絞, ? ~ ? 재위: ? ~ 기원전 530년 음력 10월)는 중국 춘추 시대 원나라의 백작이다.

## 생애
원백 교는 포악했으며 평소에 신하들을 가혹하게 대했기 때문에 많은 사람들이 달아났었다.
기원전 530년 음력 10월에 결국 원나라 사람들이 원백 교를 쫓아내고 원백 교의 동생인 공자 궤심(跪尋)을 추대하니 원백 교는 교(郊) 땅으로 달아났다.

## 출전
- 《춘추》 소공 12년

| 전임 (사실상) 양공 | 원나라 백작 ? ~ 기원전 530년 음력 10월 | 후임 궤심 |